# First National Bank Building
Le First National Bank Building est un gratte-ciel de bureaux de 127 mètres de hauteur construit de 1929 à 1931 à Saint Paul dans le Minnesota au nord des États-Unis.
Avec l'antenne la hauteur maximale de l'immeuble est de 148 mètres.
Son architecte est l'agence Graham, Anderson, Probst & White qui a conçu l'immeuble dans un style Art déco.
À son achèvement en 1931 c'était le premier gratte-ciel de Saint Paul et ce fut le plus haut jusqu'en 1986. En 2014 c'est le troisième plus haut immeuble de la ville
Il y a 8 ascenseurs. La façade et recouverte de granite et de calcaire.
Au sommet de l'immeuble il y a plusieurs grands chiffres 1 qui sont éclairés, et qui sont visibles à des kilomètres.
À la hauteur du 15e étage il y a une passerelle ('skyway') qui relie l'immeuble avec le Merchant's Bank Building haut de 69 mètres. Il y a d'autres passerelles pour relier l'immeuble avec le Kellogg Square et le US Bank Center adjacents.
Sur le côté nord a été construit un garage sur plusieurs niveaux.
Le bâtiment a coûté à l'époque 3 340 185 $
Le sous-sol comprend un champ de tir de 29 mètres de long pour aider les gardiens de la banque a rester entrainés en cas d'attaque.